# Zhang Aiping
Zhang Aiping (chiń. upr. 张爱萍; chiń. trad. 張愛萍; pinyin Zhāng Àipíng; Wade-Giles Chang Ai-p’ing; ur. 9 stycznia 1910, zm. 5 lipca 2003) − chiński polityk i generał.

## Życiorys
Pochodził z Dazhou w Syczuanie. Od 1928 członek Komunistycznej Partii Chin, rok później wstąpił do Chińskiej Armii Ludowo-Wyzwoleńczej. Uczestnik walk z Kuomintangiem, Długiego Marszu (1934–1935) i wojny z Japonią (1937–1945). W 1942 dowodził oddziałem wysłanym na ratunek amerykańskim lotnikom którzy wylądowali w Chinach po nalocie na Tokio. W czasie wojny koreańskiej dowodził oddziałem Chińskich Ochotników Ludowych.
W 1954 wybrany na członka Rady Obrony Narodowej, rok później na zastępcę szefa sztabu ChALW i awansowany do stopnia generała. Po rozpoczęciu w 1967 rewolucji kulturalnej usunięty z zajmowanych stanowisk i represjonowany pod zarzutem „działalności kontrrewolucyjnej”. Powrócił do służby w 1973. 
W latach 1980–1982 wicepremier, następnie od 1982 do 1988 roku członek Rady Państwa i Minister Obrony Narodowej. Jego największą zasługą jest przeprowadzenie w latach 80. modernizacji chińskich sił zbrojnych. W latach 1983–1988 członek Centralnej Komisji Wojskowej, następnie 1988–1993 Stałego Komitetu Centralnej Komisji Doradczej. Podczas protestów na placu Tian’anmen w 1989 opowiedział się przeciw siłowemu rozwiązaniu konfliktu.